# Spilosoma virginalis
Spilosoma virginalis är en fjärilsart som beskrevs av Butler 1878. Spilosoma virginalis ingår i släktet Spilosoma och familjen björnspinnare. Inga underarter finns listade i Catalogue of Life.